# Phare de la Panela
Le phare de la Panela  a été mis en service en 1915. Le phare maritime est situé en bordure du río de la Plata, face à Montevideo en Uruguay. 
Le phare est une tour cylindrique, à l'origine en métal, puis en fibre de verre, peinte de rayures rouges et blanches,  avec socle en béton protégé par des blocs de granit, d'une hauteur de 12 mètres. Sa lumière a une portée de 9,8 miles (un flash toutes les dix secondes). Le phare est alimenté à l'énergie solaire. Le 10 février 2004, la poste Uruguayenne a imprimé un timbre, code 2004-04-S, d'une valeur de 54 pesos uruguayens à l'effigie du phare. 

## Source
- (es) Cet article est partiellement ou en totalité issu de l’article de Wikipédia en espagnol intitulé « Faro de la Panela » (voir la liste des auteurs).